# Martin (grad)
Martin (mađ. Turócszentmárton, njem. Turz-Sankt Martin) do 1950. svk. Turčiansky Svätý Martin, grad je u sjevernoj Slovačkoj u Žilinskom kraja upravno središte Okruga Martin.

## Zemljopis
Martin se nalazi na nadmorskoj visini od 395 metara i pokriva površinu od 67,74 km2, a nalazi se u sjevernoj Slovačkoj, na rijeci Turiec koja se ulijeva u Váh. Najbliži gradovi su Žilina na sjeverozapadu udaljena 30 km, Banska Bystrica na jugoistoku udaljena 60 km, dok je glavni grad Bratislava udaljena 230 km jugozapadno.
Martin ima 10 četvrti: Jahodníky, Ľadoveň, Stred, Sever, Košúty, Podháj, Strane, Priekopa, Tomčany, i Záturčie.

## Povijest
Prvo spominjanje grada Martina datira iz 1264. pod imenom Zenthmarton, a naselje je 1340. dobilo status slobodnog kraljevskog grada.
U 15. stoljeću grad su spalili Huni 1433. Samo deset godina poslije uništio ga je potres.
Od 18. stoljeća grad postaje sjedište okruga Turijek.
Grad je postao slovačko kulturno sjedište u 19. stoljeću. Nekoliko kulturnih institucija - Matica slovačka i Slovački nacionalni muzej - osnovani su u Martinu. Velike političke aktivnosti koje su dovele do slovačke nacionalne emancipacije u 19. stoljeću i ranom 20.stoljeću, bile su organizirane u ili iz Martina. Grad se također industrijaliziran u to doba. Prva tiskara je otvorena 1869.
Grad je izgubio na značaju kada je Bratislava postala glavni grad 1918. Danas se u njemu nalazi sjedište Slovačke narodne bilioteke i Matice slovačke.
Narodna skupština Slovačke Republike proglasila je grad Martin gradom Slovačke kulture 24. kolovoza 1994.

## Znamenitosti
Najstarija i najpoznatija građevina je crkva Sv. Martina. Poznat je Slovački nacionalni muzej s etnografskom zbirkom. Još su poznati "Zračni muzej" i Slovačko nacionalno groblje inspirirano Panthéonom iz Pariza

## Stanovništvo
| Godina:     | 1994.  | 2004.   | 2014.   | 2024.    |
| ----------- | ------ | ------- | ------- | -------- |
| Broj ljudi: | 60 511 | 59 449  | 56 053  | 50 346   |
| Razlika:    |        | −1,75 % | −5,71 % | −10,18 % |

| Godina:     | 2023.  | 2024.   |
| ----------- | ------ | ------- |
| Broj ljudi: | 50 629 | 50 346  |
| Razlika:    |        | −0,55 % |

Martin je 2006. godine imao 59.014. Prema popisu stanovništva iz 2001. u gradu je živjelo najviše Slovaka 94,9%, 1,6 Čeha i 0,5% Roma. Prema religijskoj pripadnosti najviše je rimokatolika 44,1%, ateista 31,2% i luterana 17,2%.

## Gradovi prijatelji
- Gotha, Njemačka
- Hoogeveen, Nizozemska
- Karviná, Češka
- Skoczów, Poljska
- - Bački Petrovac, Srbija
- - Kalisz, Poljska
- Jičín, Češka

## Vanjske poveznice
- Službena stranica Grada  Arhivirana inačica izvorne stranice od 21. travnja 2009. (Wayback Machine)